# Ionien

Kleinasiatische Landschaften

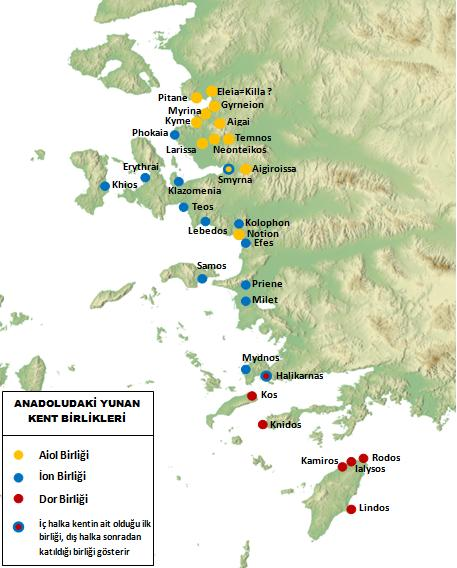
Ionien (an der Westküste der heutigen Türkei; antike ionische Städte sind blau)

Ionien (altgriechisch Ἰωνία oder Ἰωνίη, lateinisch Ionia) ist die auf den griechischen Stamm der Ionier zurückgehende Bezeichnung einer antiken Landschaft an der Westküste Kleinasiens, der heutigen Türkei.
Die Region erstreckte sich ungefähr von Smyrna im Norden bis in die Region nördlich von Halikarnassos, einschließlich der vorgelagerten Inseln (Chios, Samos). Die griechischen Ionier ließen sich Ende des 2. Jahrtausends vor Christus im ägäischen Raum nieder. Nach Herodot entwickelten jedoch diese zersplitterten Stämme erst in Kleinasien eine Art von Gemeinschaftsgefühl. Der Name der Ionier übertrug sich anschließend auf die im Mutterland verbliebenen „Ionier“. Wichtige Städte waren unter anderem Ephesos, Milet und Smyrna. Die Städte blühten durch den Handel auf und schlossen auch untereinander Bündnisse, so den Ionischen Bund.
In Ionien entwickelten sich einige der wichtigsten künstlerischen Stilrichtungen der Griechen. Der Name Ionien ist auch mit der sogenannten ionischen Aufklärung im philosophischen Bereich verbunden. Im 6. und 5. Jahrhundert v. Chr. brachte Ionien Persönlichkeiten wie Thales von Milet, Anaximander oder Heraklit hervor.
Um die Mitte des 6. Jahrhunderts v. Chr. kam Ionien zunächst unter die Kontrolle der Lyder, um 546 unter die Herrschaft der Perser. 500 v. Chr. kam es zum so genannten ionischen Aufstand, der mit dem Eingreifen Athens in den Beginn der Perserkriege mündete. Die Westküste Kleinasiens, und damit auch Ionien, wurde infolge der griechischen Siege in den 470er Jahren befreit. Allerdings fiel Ionien im so genannten Königsfrieden von 386 v. Chr. wieder an die Perser. Erst als Alexander der Große mit der Eroberung des Perserreiches begann, wurde Ionien wieder griechisch. In den folgenden Jahrhunderten blieb es zwischen den Diadochen (den Nachfolgern Alexanders) heftig umkämpft. Es wurde schließlich Teil kleinerer Staatsbildungen (Teil des Reiches von Pergamon), bis es nach 133 v. Chr. in der römischen Provinz Asia aufging. Nach 395 n. Chr. war Ionien Teil des oströmischen bzw. byzantinischen Reiches. Der Name Ionien wurde auch später noch teilweise in anachronistischer Weise gebraucht. Die Landschaft wurde im 11. Jahrhundert von den Seldschuken erobert, fiel kurz darauf bis ins 14. Jahrhundert an Byzanz zurück und ging dann endgültig im osmanischen Reich bzw. der späteren Türkei auf.
Der Name Ionien wurde über das Hebräische und Arabische in einer Reihe von Sprachen der islamischen Welt zur Bezeichnung für Griechenland, das im Arabischen, Persischen und im Urdu als یونان yūnān sowie im Hebräischen als יָוָן jawan bezeichnet wird. In Turksprachen und im Kurdischen ist die türkische Form Yunanistan üblich.